# 菲施
菲施是德国莱茵兰-普法尔茨州的一个市镇。总面积6.87平方公里，总人口363人，其中男性186人，女性177人（2011年12月31日），人口密度53人/平方公里。